# OGLE-2005-BLG-390Lb
OGLE-2005-BLG-390L b е небесното тяло с почти същите характеристики като на планетата Земя. То е засечено с новоразработена от международен екип технология, наречена гравитационно микроувеличение – при нея система (мрежа) от телескопи откриват изменение в светлинния поток, идващ от отдалечените звезди. Тази планета се намира извън Слънчевата система, но в галактиката Млечен път, в която е и Земята. Разположена е по близко до галактическия център и се намира на 25 000 ly от нашата планета. Обикаля около звезда с означение OGLE-2005-BLG-390L, подобна на Слънцето, но много по-студена и малка. Планетата прави пълна обиколка за десет земни години. Предполата се, че температурата на повърхността и е около -220 °C, от което следва че е покрита със замръзнала течност.